# Gutenfürst (Teunz)
Gutenfürst ist ein Ortsteil der Gemeinde Teunz im Oberpfälzer Landkreis Schwandorf (Bayern).

## Geographische Lage
Gutenfürst liegt in der Region Oberpfalz-Nord im nordöstlichen Teil des Landkreises Schwandorf. Der aus zwei 500 Meter voneinander entfernten Ortsteilen bestehende Ort befindet sich 3,2 Kilometer nördlich von Teunz am Fuße des Kunzensteins.

## Geschichte

### Erste Erwähnung von Gutenfürst
1285 befand sich der Name  „Gvtenvirst“ in einer der Auflistung der Besitzungen Herzog Ludwigs II. von Oberbayern jenseits der Donau. Abgabepflichtiger Ort war  neben Kühried auch Gutenfürst.:S. 32

### Hofmark Gutenfürst
Bis 1525 war Kaspar Erlbeck Hofmarksherr auf Gutenfürst. Wegen finanzieller Probleme musste dieser seine „drei Höfe in Gutenfürst, den Hammer Kaltenthal und andere Güter den Markgrafen Casimir und Georg von Brandenburg für die Zahlung von 1000 fränkischen Gulden zu Lehen auftragen“.:S. 112 f. Nach dem Tode Kaspar Erlbecks im Jahre 1525 kam das Lehen Gutenfürst an dessen Söhne Jobst Wolf, Jorg Wolf und Wolf Wolfhart Erlbeck. Ihnen folgte Hanns Christof von Gich, von dem im Jahre 1581 der Besitz auf seine Erben überging. 1606 war Jobst Sigmund von Sazenhofen Hofmarksherr auf Gutenfürst. Dieser hatte auch das Landsassengut Ödmiesbach inne, nachdem das Landsassengut Fuchsberg aufgeteilt worden war. Er erwarb auch Fuchsberg, so dass Gutenfürst und Ödmiesbach zusammengehörten. Auf Jobst Sigmund folgte sein Sohn Hanns Tobias von Sazenhofen, dann 1693/94 Hanns Andreas von Sazenhofen, 1699 dessen Witwe und die Erben. 1708/09 folgte der dänische Oberstleutnant Friedrich Ulrich von Donop, 1715 August Anton von Gundel, 1724 Johann Leonhard Danndorf. Sein Nachfolger wurde Peter Strigler und 1751 seine Witwe Cäcilie Strigler. 1755 ging das Landsassengut Ödmiesbach mit dem Lehen Gutenfürst auf Joseph Aaron Strigler über, der nach der Erhebung in den Adelsstand den Namen „Strigler vom Löwenberg“ führte. 1767 folgte ihm sein Bruder Alois Sigmund Franz Strigler auf dem Gut Ödmiesbach mit Gutenfürst. Da dieser das Geld für die Übernahme nicht bezahlen konnte, fielen die Besitzungen an Joseph Aaron Strigler von Löwenberg zurück. Am 25. Februar 1770 tauschte Joseph Aaron Strigler nach familieninternen Besitzwechseln „das Ritter- und Landsassengut Ödmiesbach“ und die dazugehörenden Hofmarchen Stainach und Guttenfürst mit Ignaz Anton Mariophilus Falkner von Sonnenburg gegen das „Ritter- und Landsassengut Döllnitz“. Im Jahre 1792 übernahm Johann Niklas von Sonnenburg von seinen Eltern das Landsassengut Ödmiesbach, ferner Gutenfürst und Steinach. Ihm folgte Kajetan von Sonnenburg nach und Baptist von Sonnenburg. Max von Sonnenburg nahm sich wegen der „schlimmen Vermögensverhältnisse im Jahre 1834 im Schlosse Oedmiesbach“ das Leben.

## Patrimonialgericht
Die Gerichtsrechte in den Hofmarken lagen bei den Adeligen, die in ihrem Lehensgebiet die niedere Gerichtsbarkeit ausübten. Ein Erlass vom 16. August 1812 ordnete das Gerichtsrecht neu. Je nach Gebietsgröße gab es verschiedene Gerichtsklassen, auf der unteren Ebene so genannte Patrimonialgerichte. Dabei „durfte kein Untertan mehr als vier Stunden vom Gerichtssitz entfernt wohnen“.:190 Im Jahre 1848 kam es zur Aufhebung aller Patrimonialgerichte.

### Patrimonialgericht Gutenfürst
Ein Verzeichnis der Patrimonialgerichte des Pflegamts Murach aus dem Jahre 1809 listet neben anderen auf:
Gutenfürst, Inhaber: Baptist von Sonnenburg zu Ödmiesbach, 10 Familien in Gutenfürst
Johann Niklas von Sonnenburg beantragte am 16. Juli 1811 die Errichtung eines Patrimonialgerichts Gutenfürst. Er beabsichtigte, das Gericht an Ödmiesbach, das zum Landgericht Vohenstrauß gehörte, anzugliedern. Die Bewohner von Gutenfürst wollten in der landgerichtlichen Gemeinde Bukhardsberg mit Kühried verbleiben. Diese gehörte zum Landgericht Neunburg vorm Wald. Ein Brief vom Oktober 1820 zeigte die Gründe: „…Die Gutsherren und ihre Gerichtshalter haben nach Gerichtsbarkeit und Polizey ein so brennend heisses Verlangen, nicht in der Absicht, um solche nach Recht und Ordnung auszuüben, sondern um Gewinn daraus zu ziehen. …“. Gutenfürst blieb weiter wie Steinach bei Ödmiesbach. 1830 konnten die Untertanen wie gewünscht in den Landgerichtsbezirk Neunburg wechseln. Im Jahre 1848 kam es zur Aufhebung aller Patrimonialgerichte.

## Pfarrsprengel
Zum Stichtag 23. März 1913 (Osterfest) war Gutenfürst Teil der Pfarrei Teunz und hatte 15 Häuser und 66 Einwohner.

## Dorfkapelle
Am 19. Mai 1937 stellte Michael Pühler, Ortsbeauftragter von Gutenfürst, beim Bistum Regensburg den Antrag auf Genehmigung des Baus einer Dorfkapelle. Als Gemeinschaftswerk errichteten die Dorfbewohner das Bauwerk, das der Mutter Gottes geweiht werden sollte. Am 12. September 1938 weihte der damalige Pfarrer von Teunz, H. H. Pfarrer Hirn, in einem feierlichen Gottesdienst das Kirchlein. Am gleichen Tag erhielt der Kreuzweg den kirchlichen Segen. Während des Zweiten Weltkriegs holte man Ende 1944 wie in anderen Orten die Glocke der Kapelle ab um sie für die Rüstungsproduktion einzuschmelzen. Trotz der nach Kriegsende herrschenden Schwierigkeiten konnte am 31. Januar 1950 die neue Glocke geweiht werden. 1972 restaurierten die Dorfbewohner von Gutenfürst unter der Regie des damaligen Ortsbeauftragten Johann Schneeberger das Bauwerk, das Pfarrer Wendl segnete. Unter dem Ortsbeauftragten Alois Eckl erfolgte eine Neugestaltung des Vorplatzes. 1997 erfolgte der Einbau eines elektrischen Läutwerks. Seit der Einweihung der Kapelle im Jahre 1938 hatte die Familie Ostermeier den dreimaligen täglichen Läutdienst, der von Hand ausgeführt wurde, übernommen. 2002 erfolgte die Gründung eines Fördervereins, der sich um den Erhalt der Kapelle kümmern sollte. Vorsitzender Alois Schneeberger leitete die Renovierungsarbeiten, die im Frühjahr 2010 begannen. Nach einer Generalsanierung, bei der die Bodenplatten ausgetauscht wurden, der Dachstuhl erneuert und die Inneneinrichtung komplett überholt wurde, konnte die Dorfkapelle Gutenfürst im September 2013, 75 Jahre nach der Einweihung, durch Weihbischof Reinhard Pappenberger in einer feierlichen Messe gesegnet werden.

## Gemeindebildung

### Gemeindebildung von 1818
Johann Baptist von Sonnenburg wollte 1818 einen Anschluss seines Besitzes Gutenfürst an die patrimonialgerichtliche Gemeinde Ödmiesbach (Landgericht Vohenstrauß) erreichen. Die Bewohner von Gutenfürst wollten bei der Gemeinde Kühried bleiben. Am 2. November 1818 wurde der Ort in Kühried eingemeindet. Die Gemeinde Kühried war seit 1820/21 Bestandteil des Landgerichts Neunburg vorm Wald. Zur politischen Gemeinde Kühried gehörten die Ortschaften Kühried mit 23 Familien, Burkhardsberg mit 9 Familien, Gutenfürst mit 14 Familien, die Höcherlmühle, Hebermühle und Kührieder-Mühle mit jeweils einer Familie.:S. 205 f. Am 20. März 1830 erfolgte in beiderseitigem Einvernehmen die Angliederung der Gemeinde Wildstein mit 31 Familien an die Gemeinde Kühried mit 42 Familien. Da in der Folgezeit „die Kührieder nicht Wildsteiner und die Wildsteiner nicht Kührieder heißen wollten“,:219 unternahm man auf Wildsteiner Seite den Versuch, die Gemeindeverbindung wieder aufzulösen. 1860 war Wildstein eine eigenständige Gemeinde.

### Weitere Gemeindebildung
Gutenfürst bildete 1969 zusammen mit Burkhardsberg, Haidhof, Hermannsried, Höcherlmühle, Kühried, Kühriedermühle, Ödreichersried, Wildstein und Zieglhäuser die Gemeinde Wildstein mit insgesamt 475 Einwohnern und 1276 ha Fläche.
Am 31. Dezember 1990 hatte Gutenfürst 65 Einwohner und gehörte zur Pfarrei Teunz.

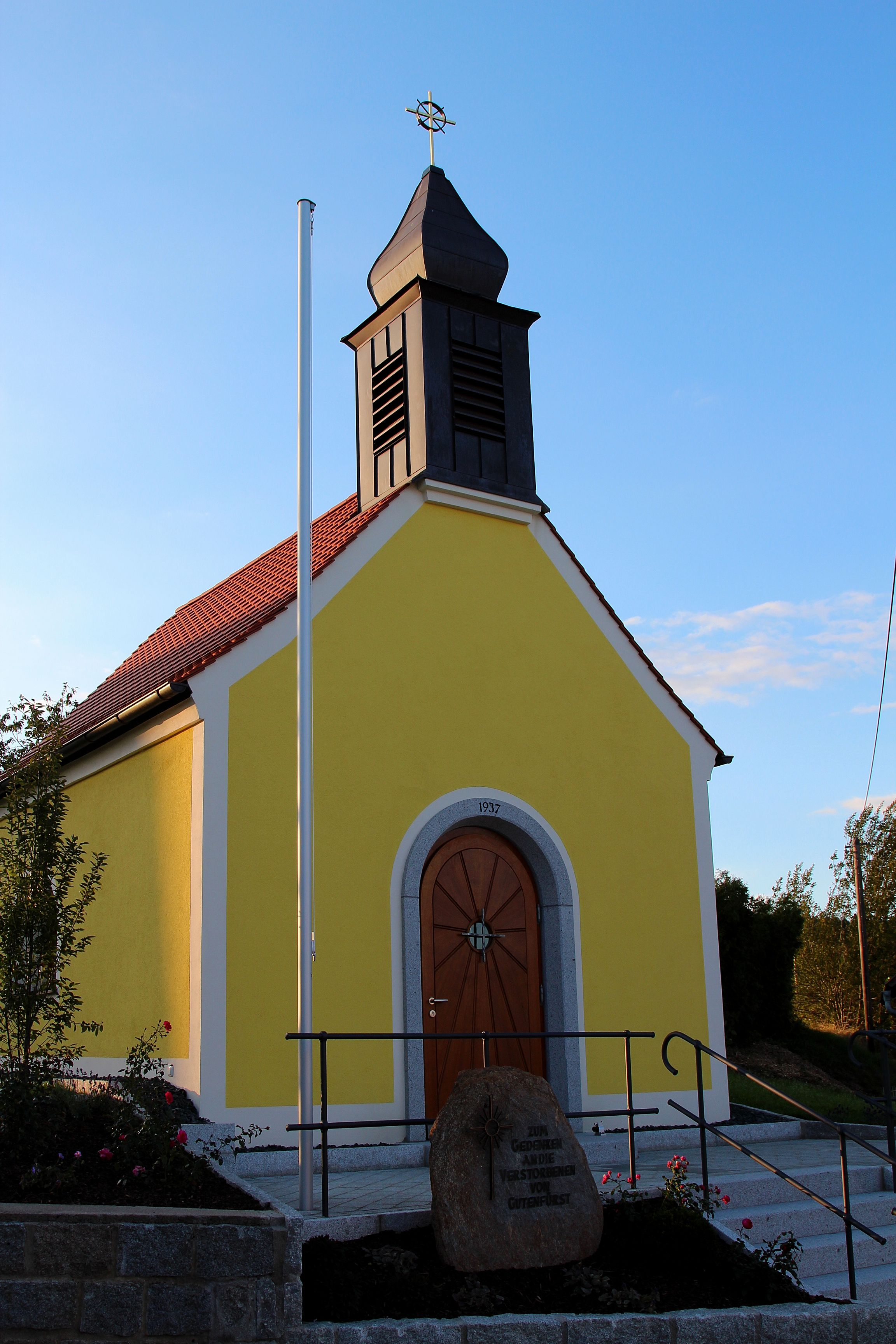
Dorfkapelle (2013)
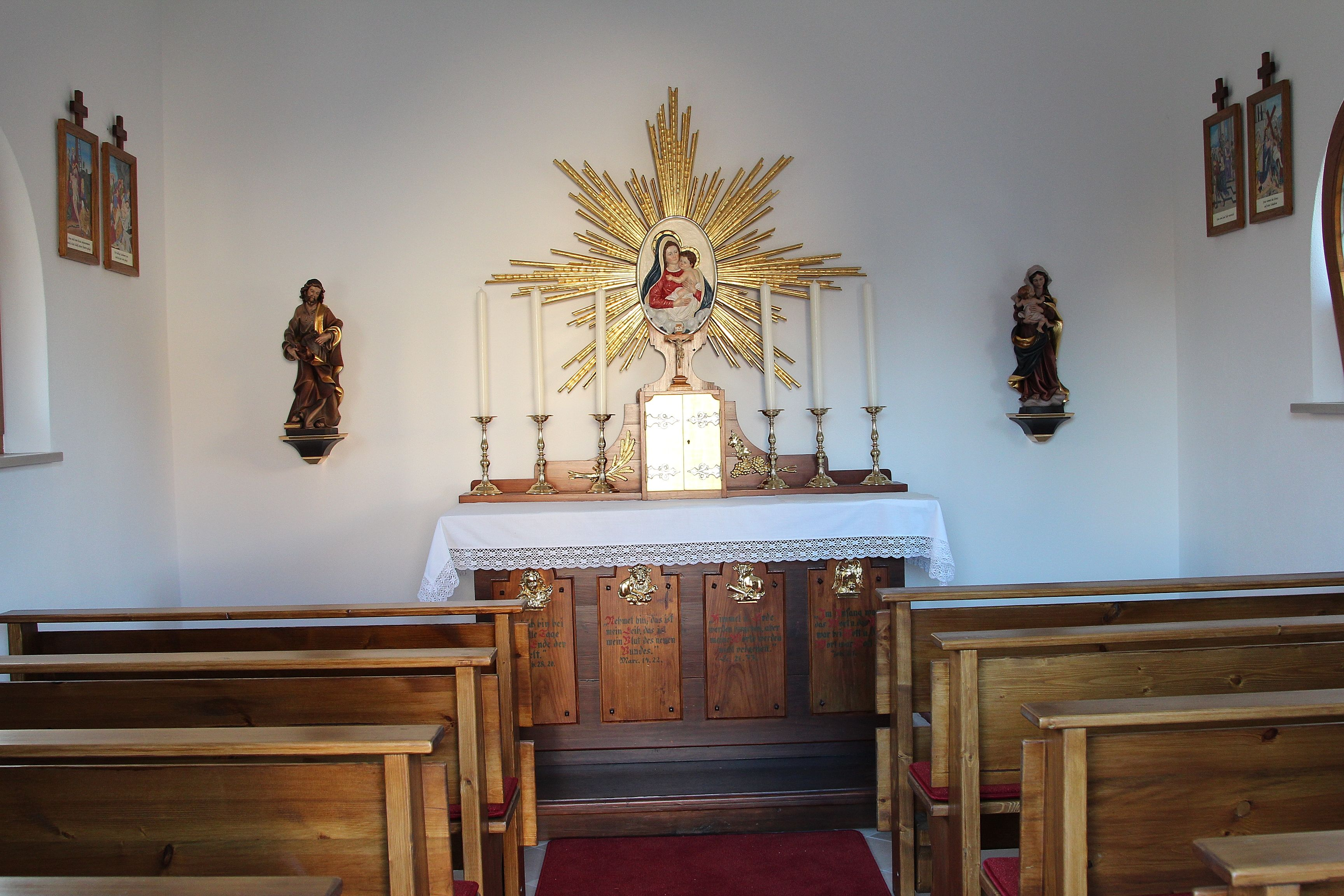
Dorfkapelle (2013)
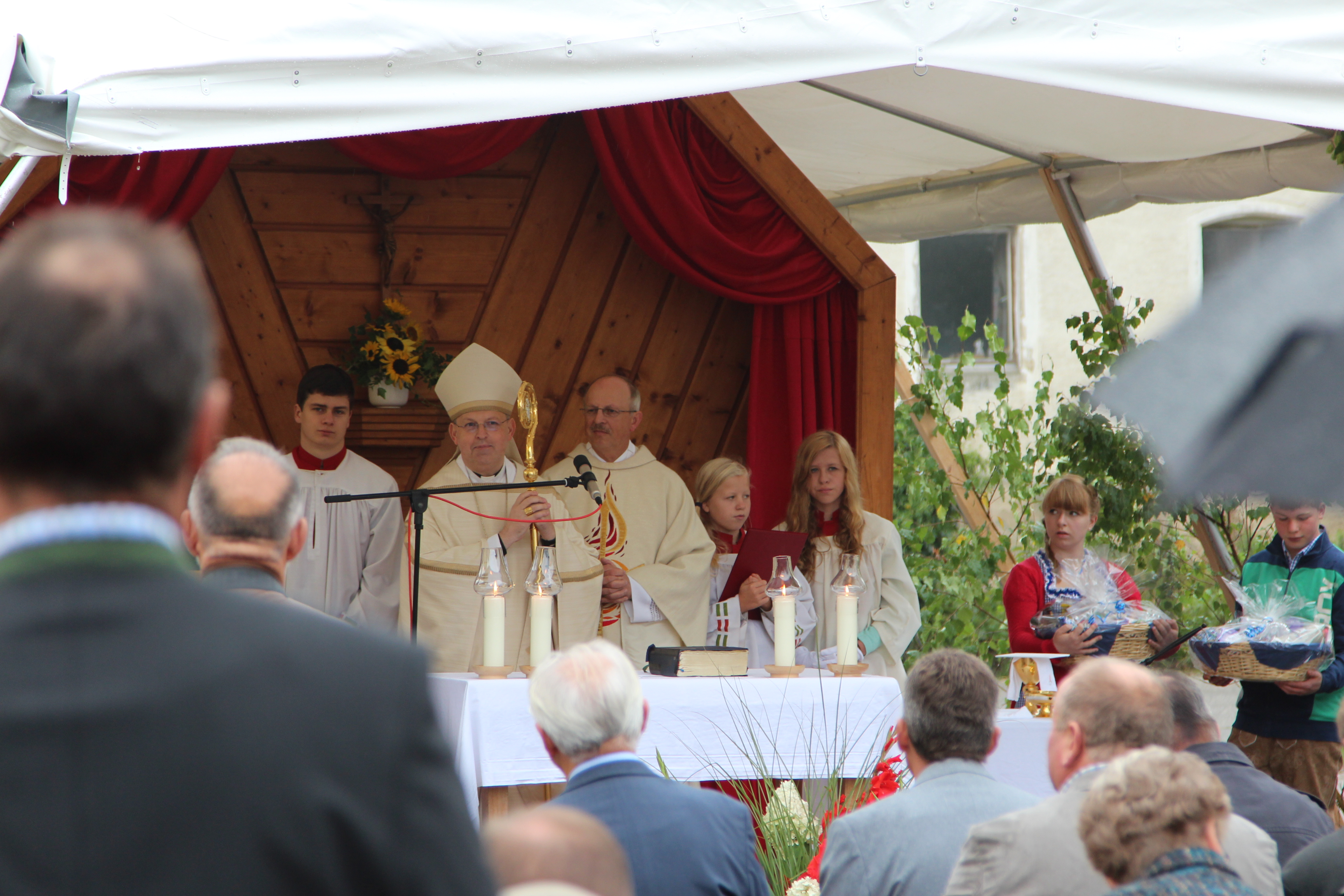
Weihbischof Reinhard Pappenberger segnete am 15. September 2013 die renovierte Dorfkapelle.
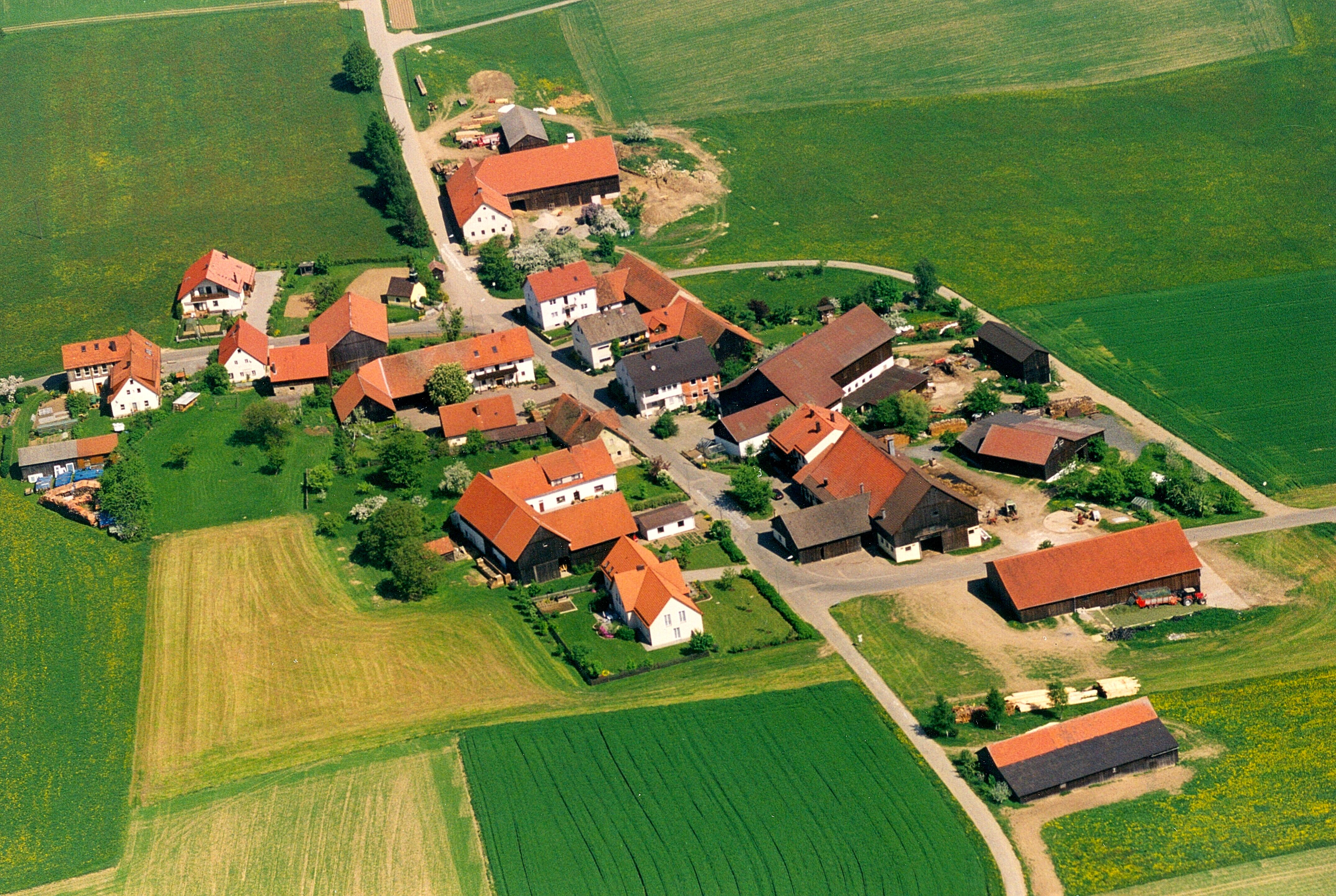
Gutenfürst (2000)
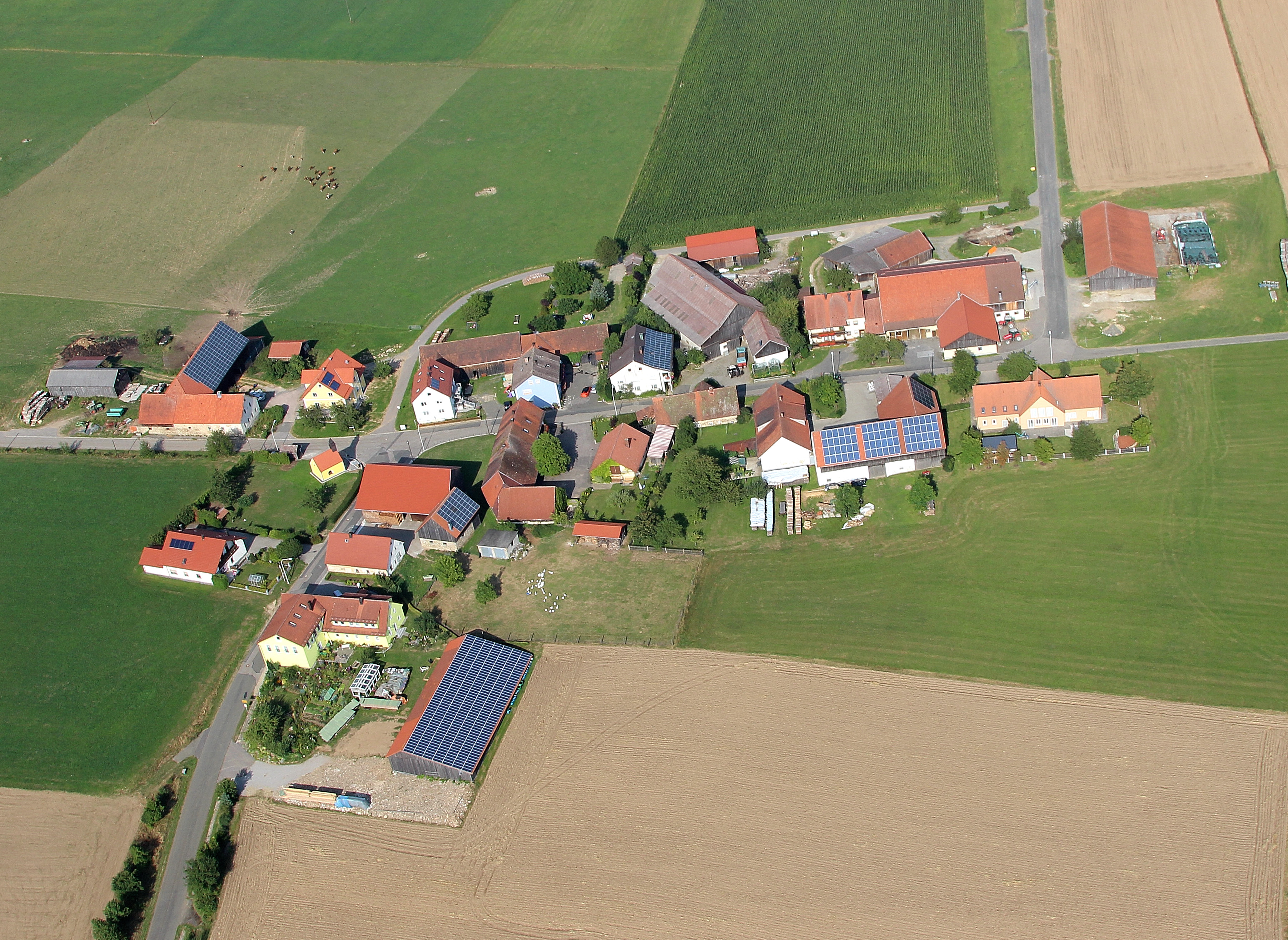
Gutenfürst (2013)